# Tent

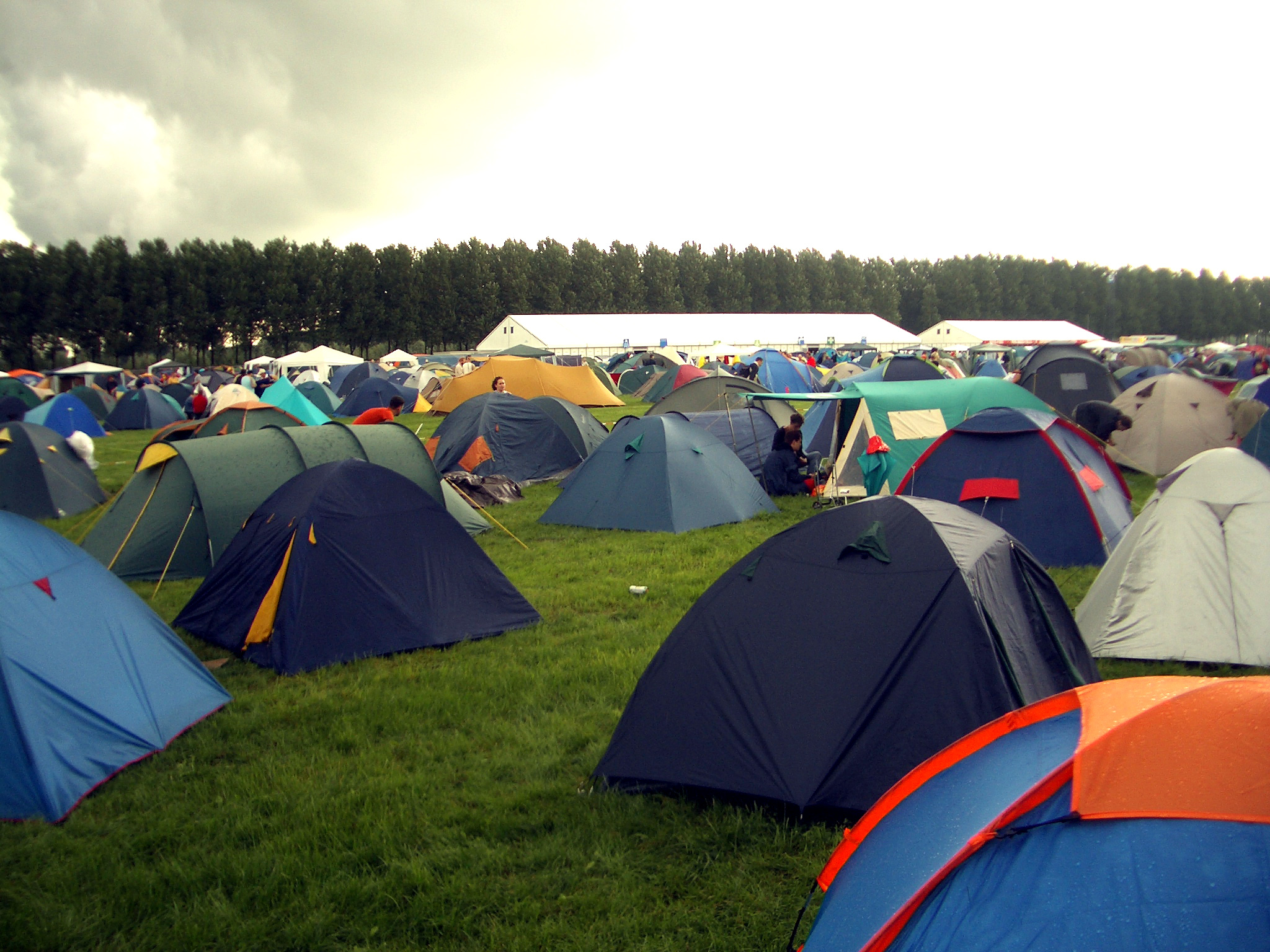
Tenten op het terrein van muziekfestival Lowlands

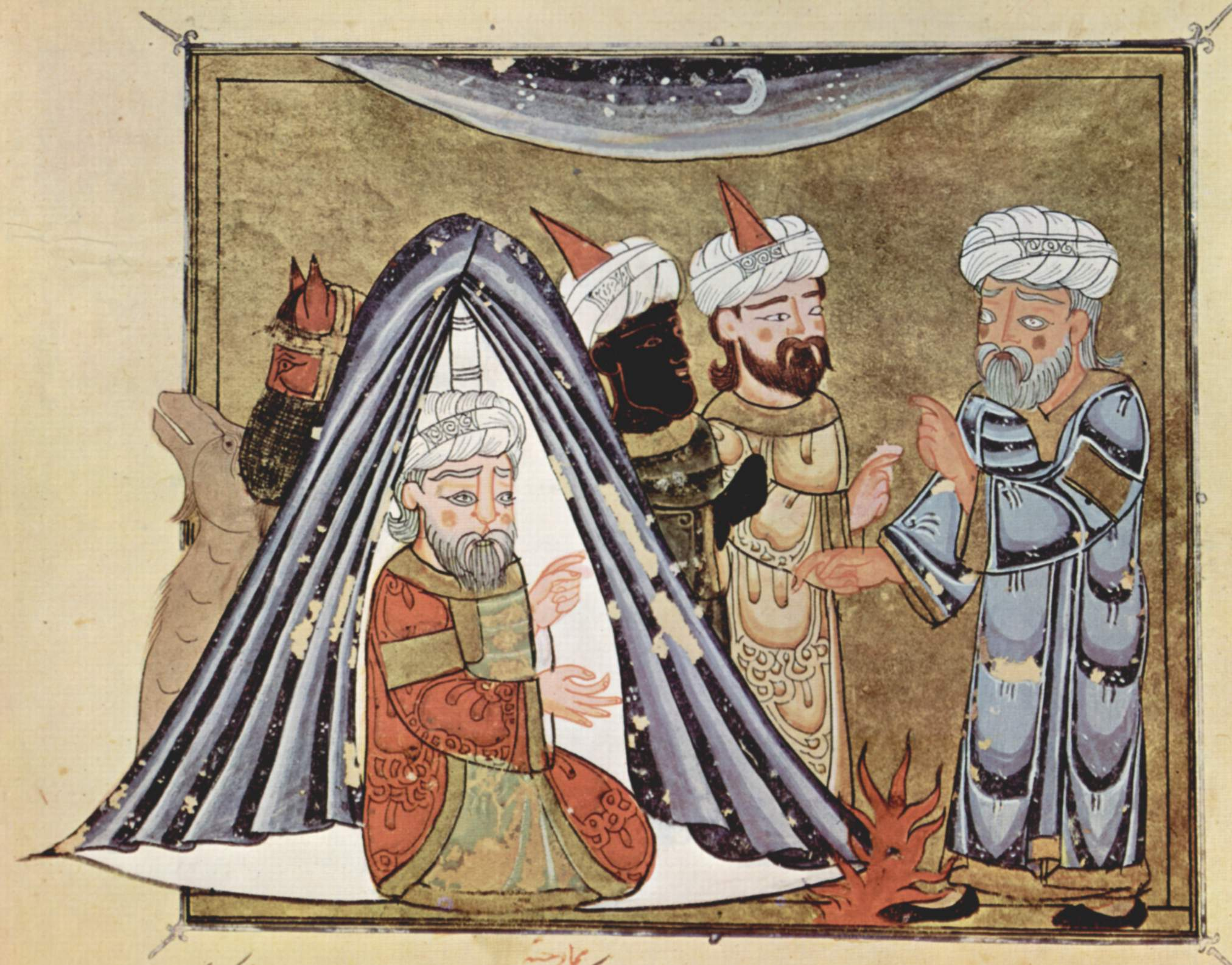
Arabisch schilderij uit 1335

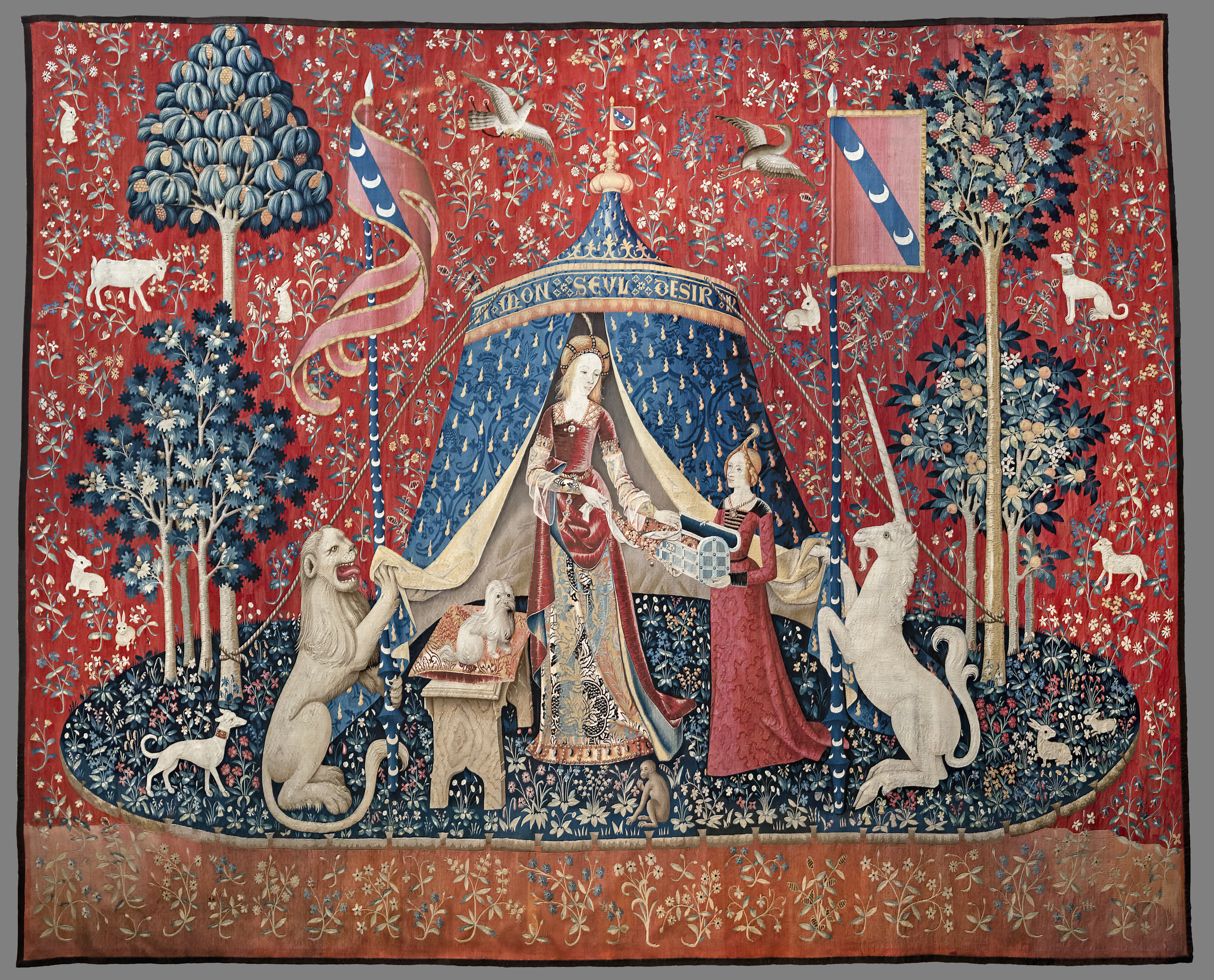
De dame en de eenhoorn met een tent op de achtergrond, tussen 1484 en 1500

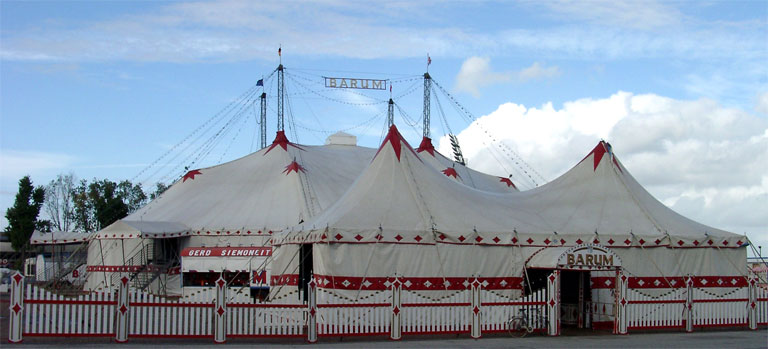
Circustent

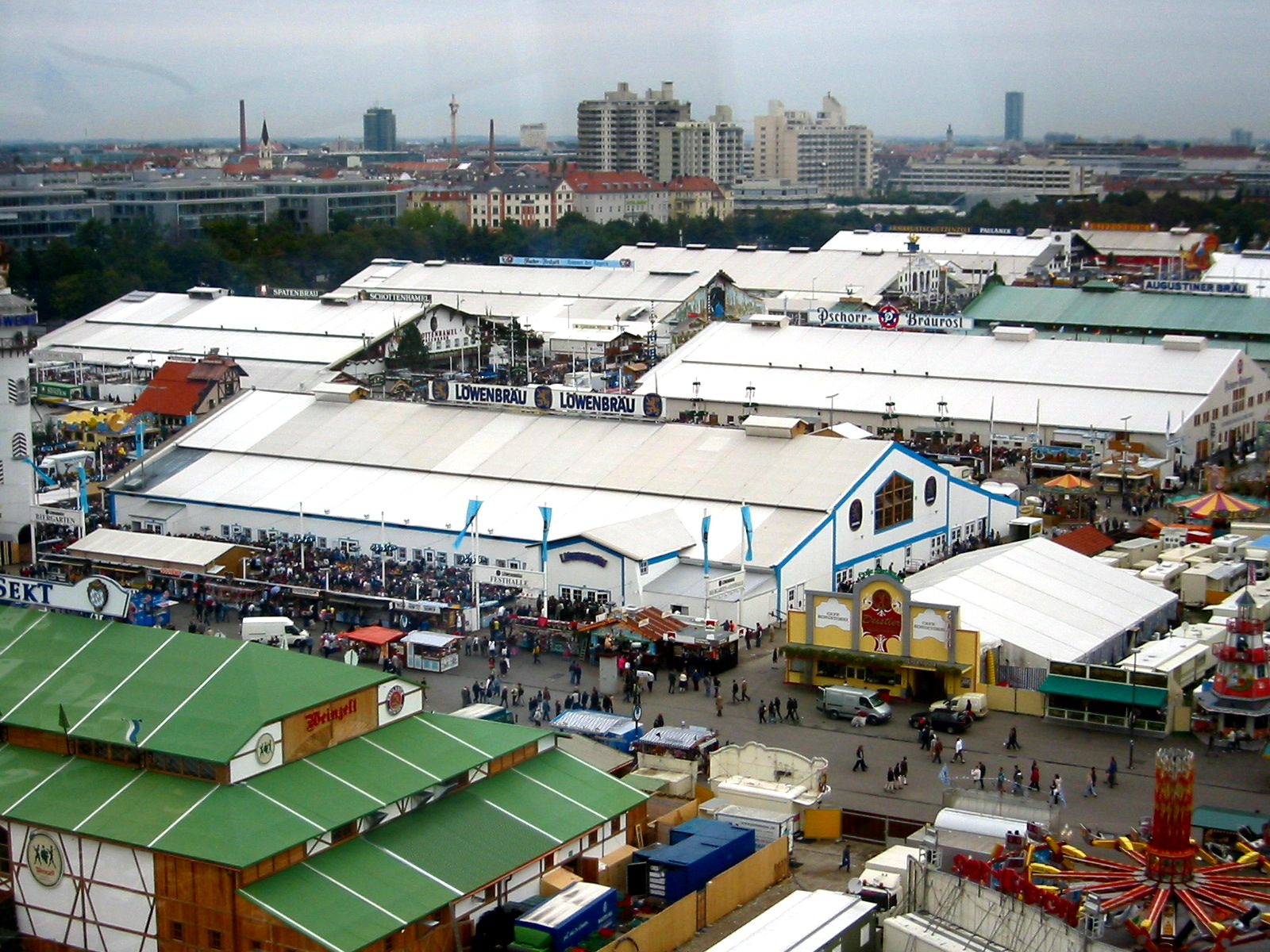
Biertenten tijdens het oktoberfeest in Duitsland

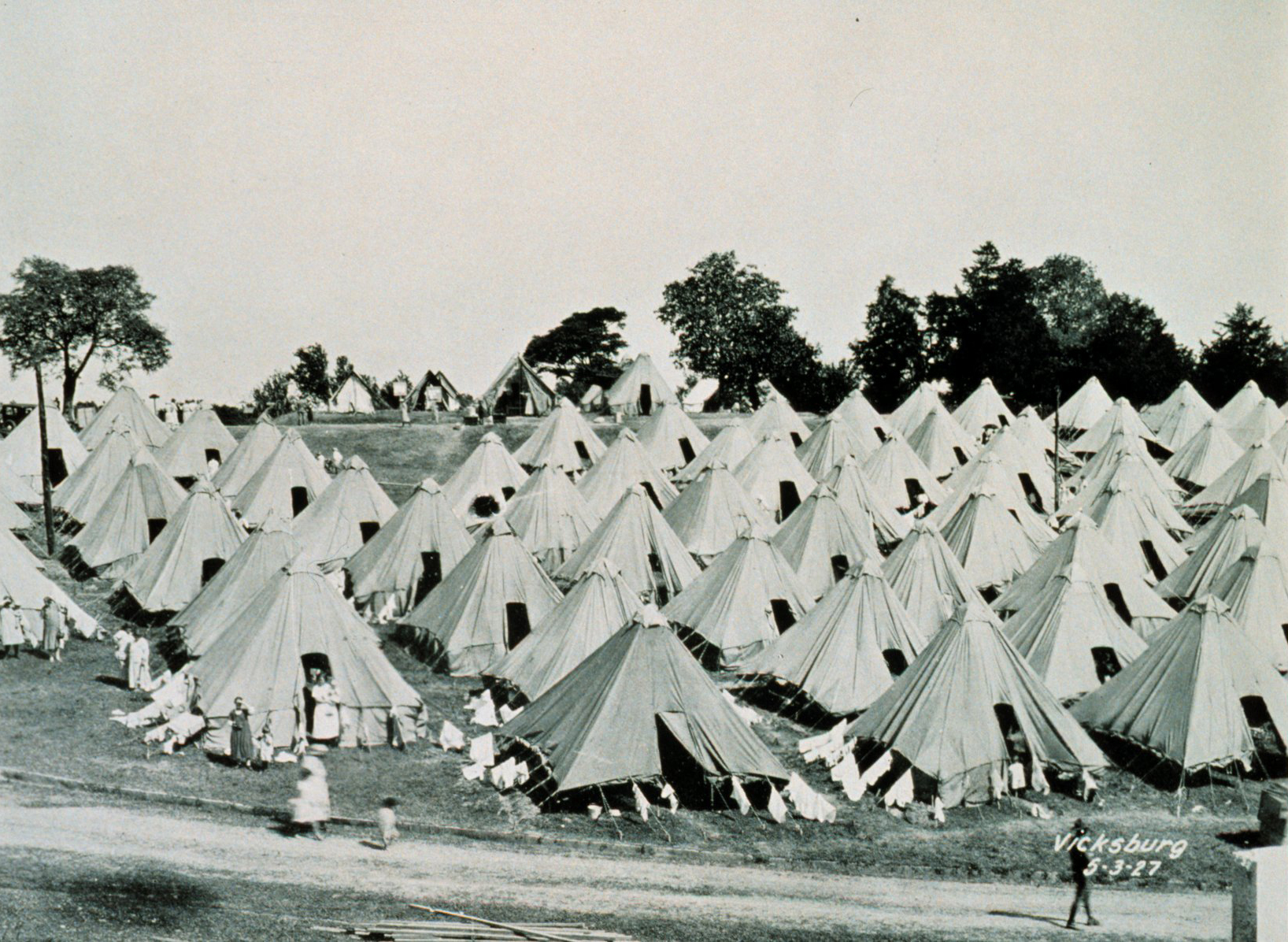
Tentenkamp in Mississippi na de overstroming in 1927

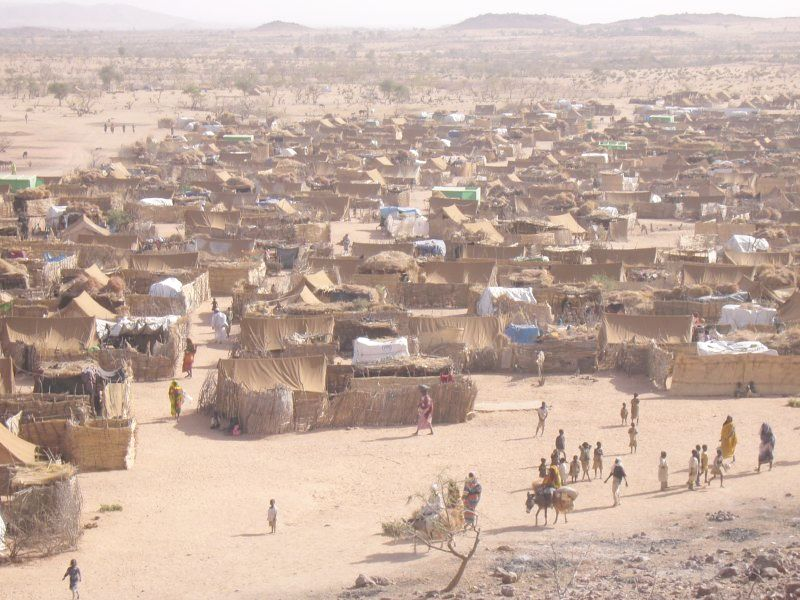
Darfur, vluchtelingenkamp in Tsjaad, 2005

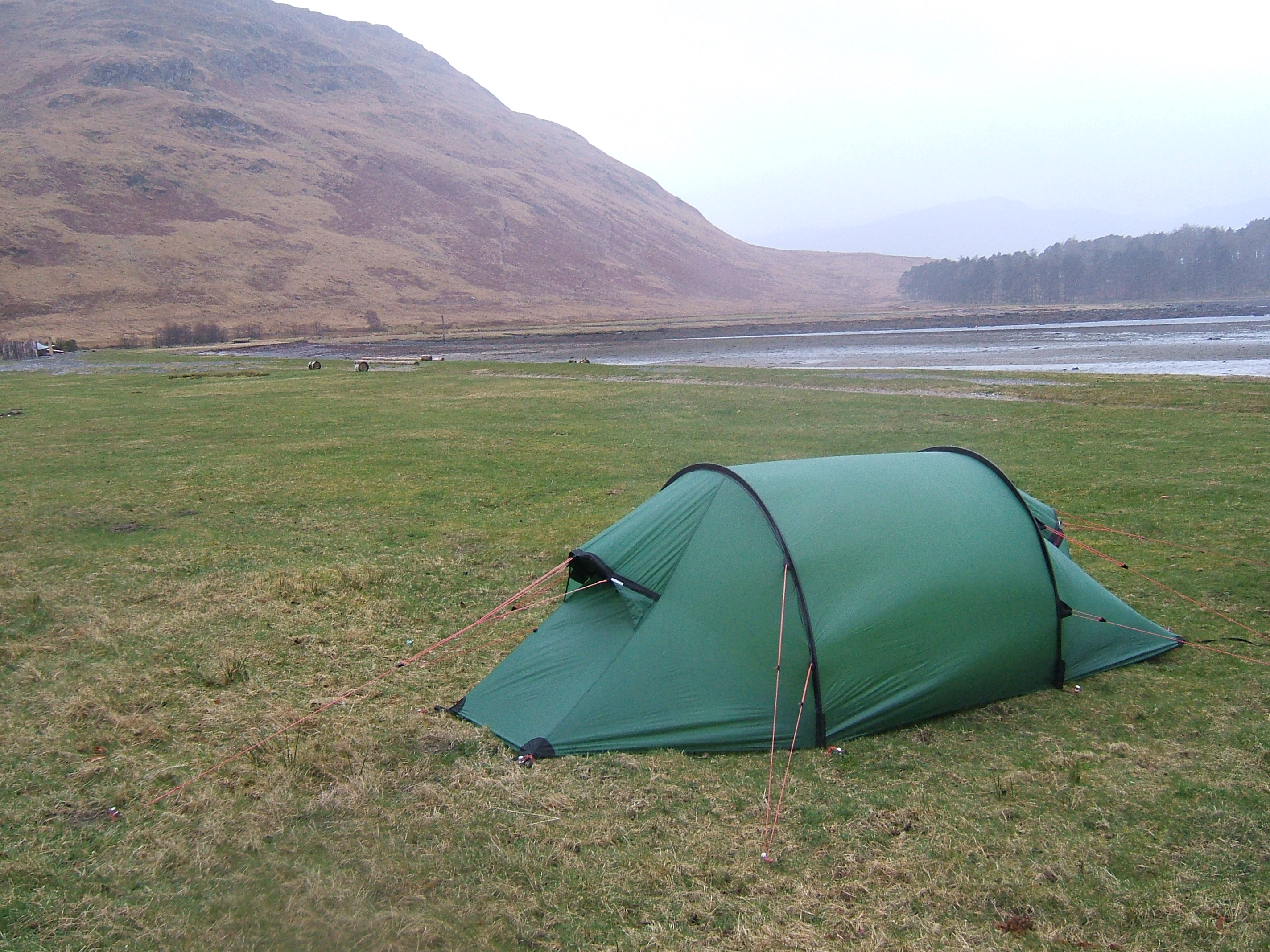
Tunneltent

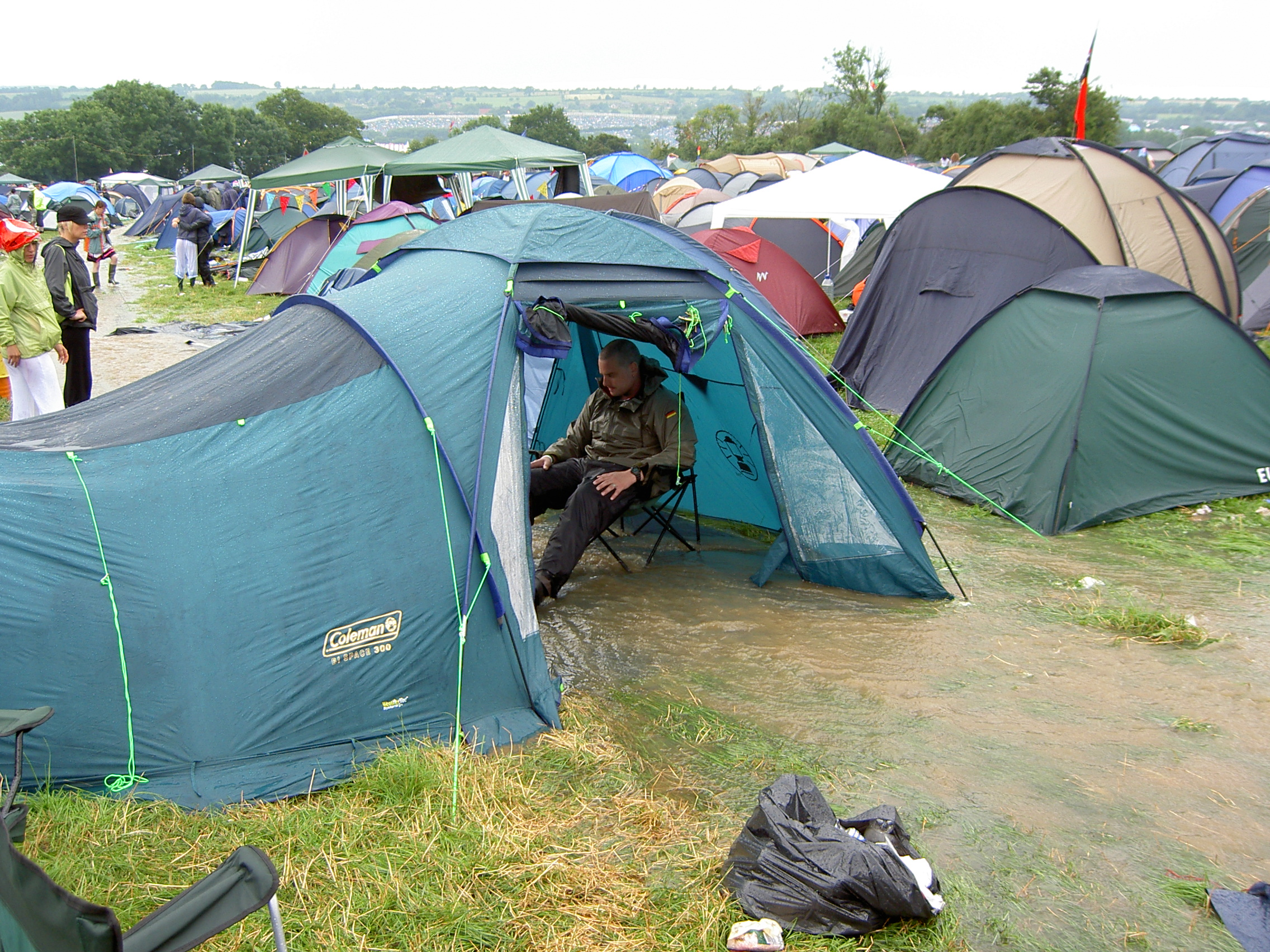
Koepeltenten

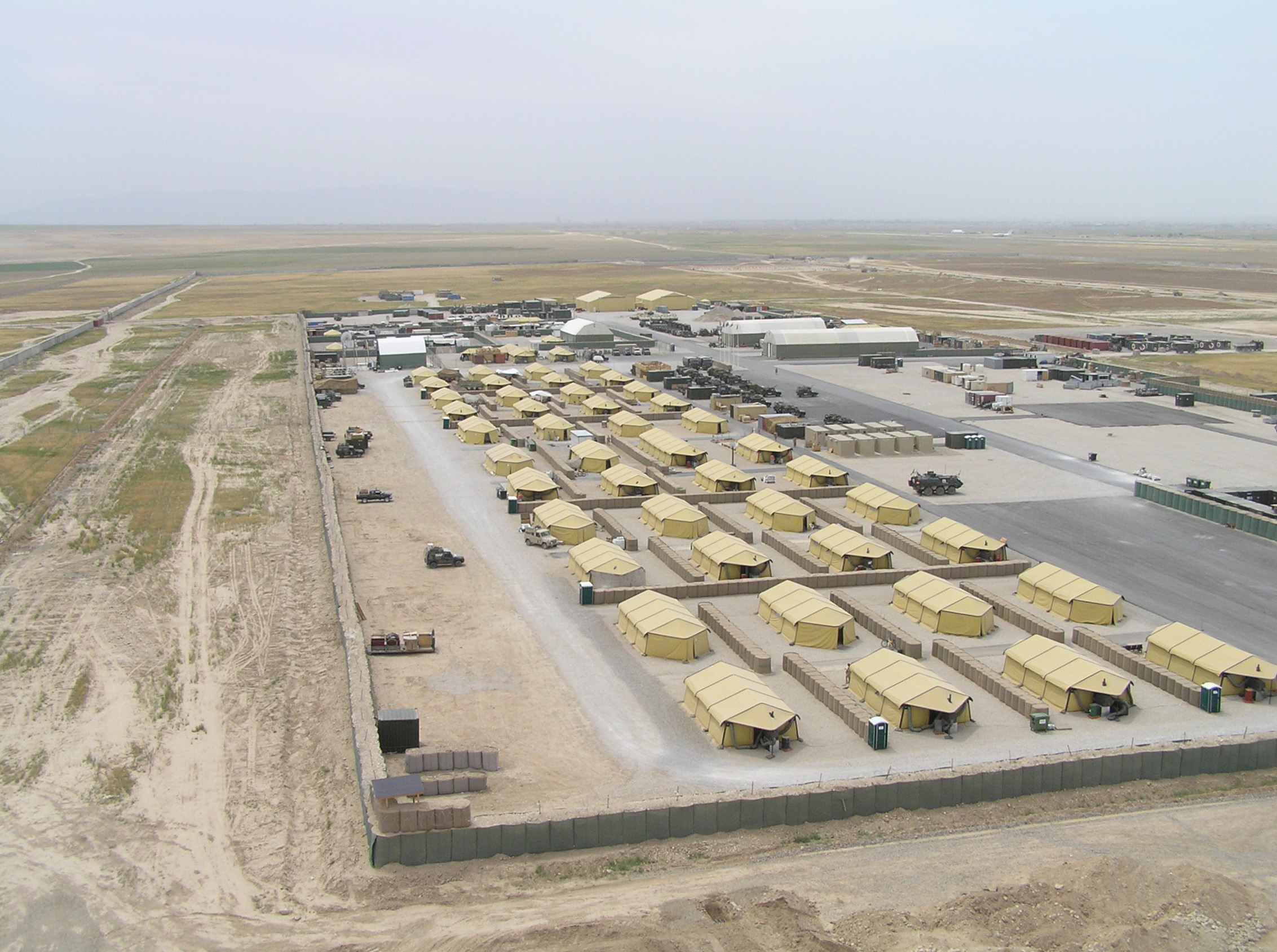
Militair tentenkamp in Afghanistan, 2006

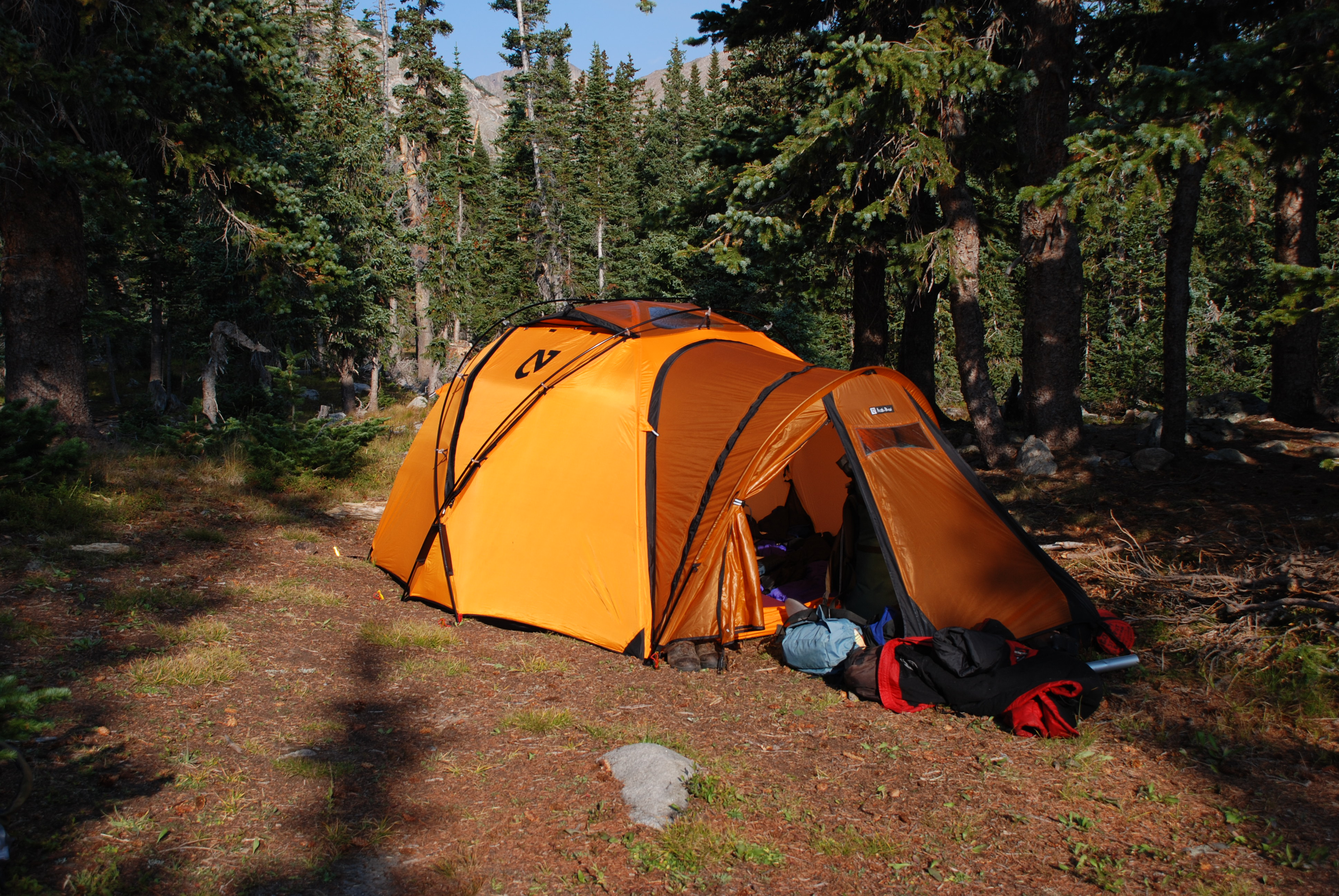
Koepeltent met gekruiste bogen, geodeet

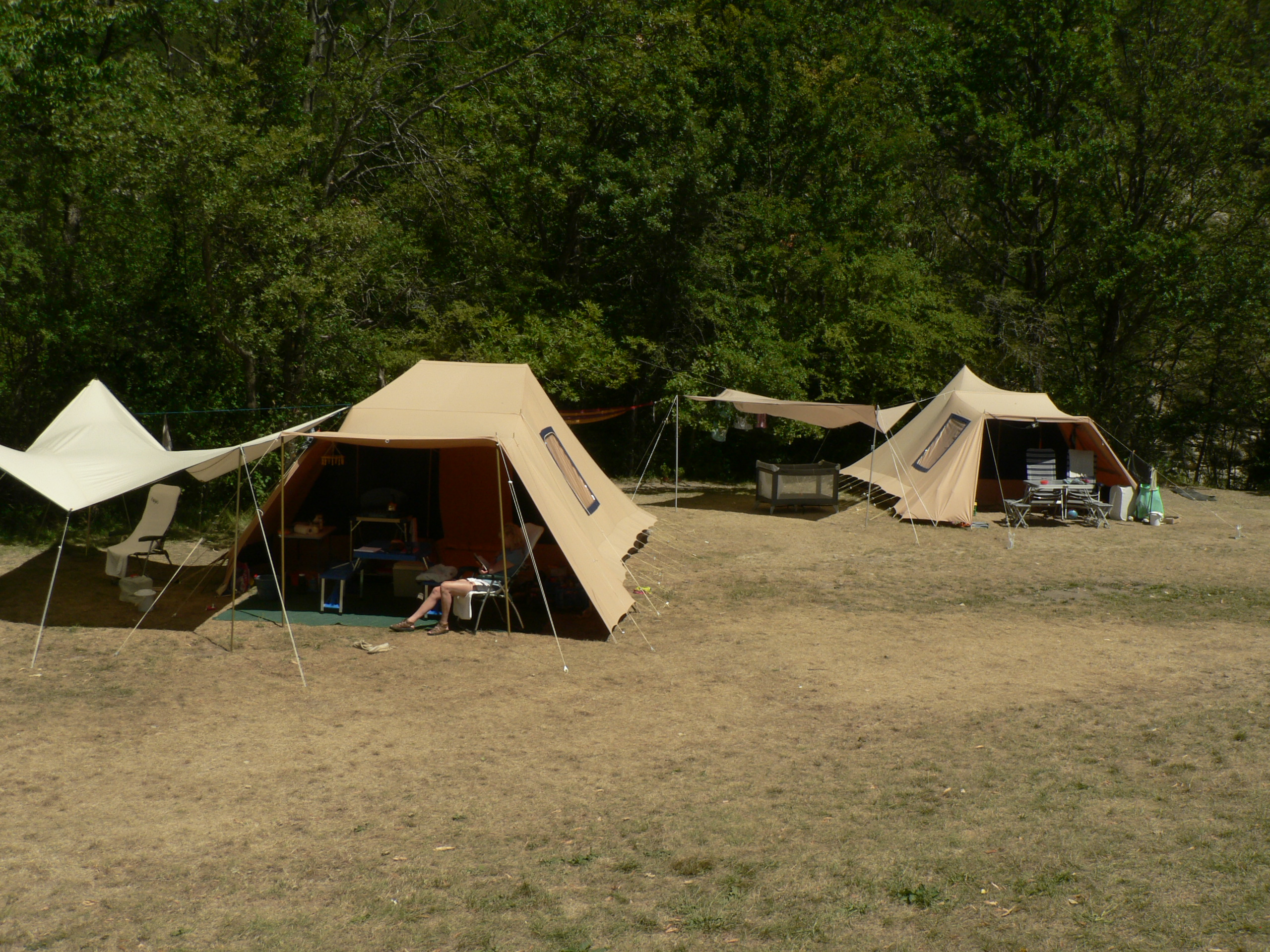
Dubbel- en enkelnoks piramidetent

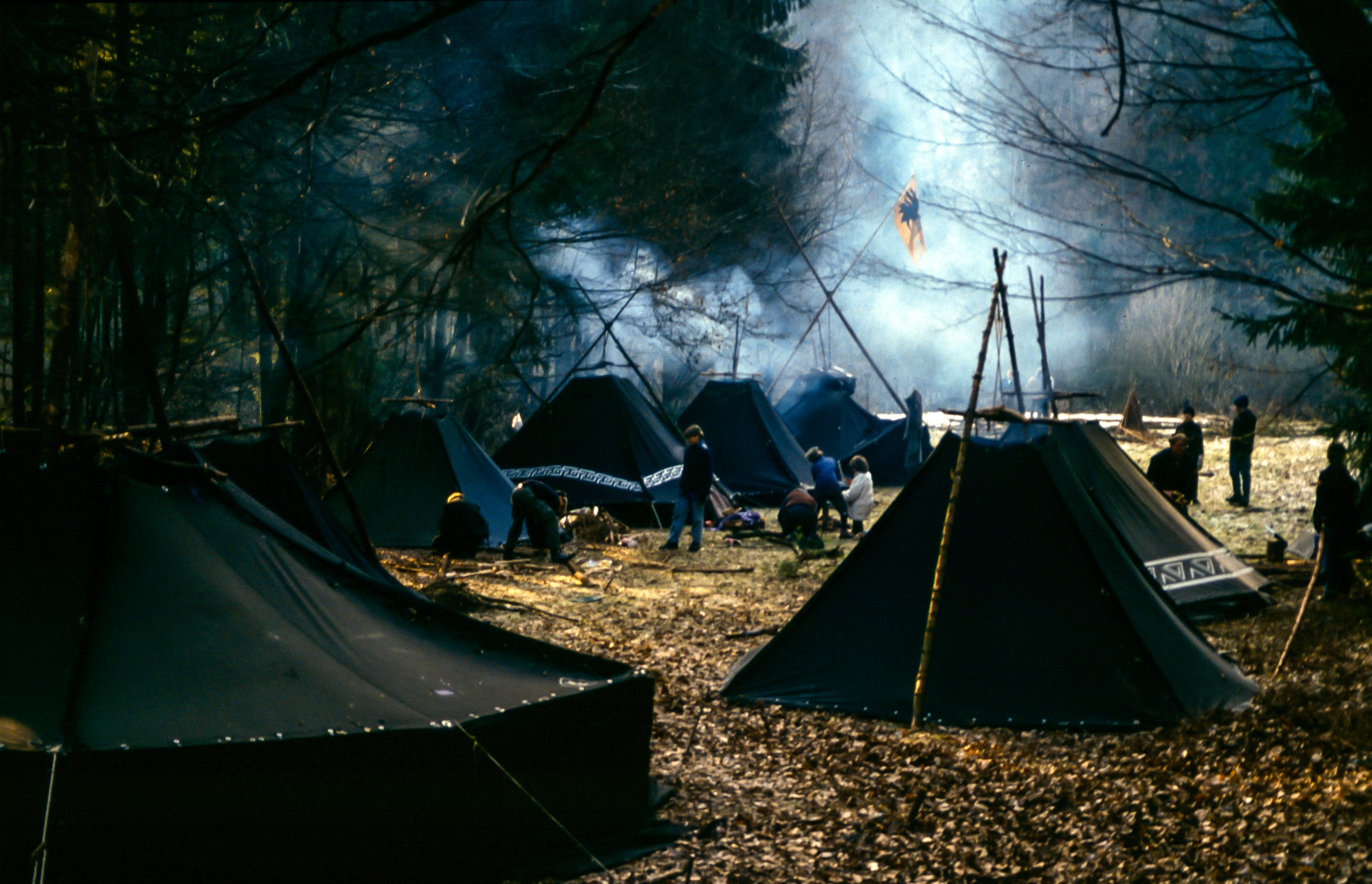
Tenten in de traditionele Duitse jeugdbeweging: links een joert, rechts een Kohte

Een tent, Frans tente, Latijn tendina van tendere, spannen, is een opgespannen onderkomen dat relatief eenvoudig is op te bouwen en af te breken. Het dak en de wanden van een tent bestaan meestal uit textiel, kunststof, diervellen, leervellen of iets dergelijks, met een draagconstructie van bijvoorbeeld metalen, kunststoffen, houten of bamboe stokken. Kenmerkend voor een tent is dat het een demonteerbaar en vervoerbaar verblijf is. Het comfort is in het algemeen daarmee geringer dan van een normale woning. Belangrijke toepassingen van tenten zijn die voor militaire en toeristische doeleinden.

## Tenten als woning
Tenten zijn voor veel nomadenvolken het belangrijkste onderkomen en zij worden ook in de Bijbel vaak genoemd. De aartsvaders Abraham, Izaäk en Jakob woonden in tenten, maar Abrahams neef Lot woonde reeds in een huis. De Israëlieten woonden tijdens de tocht naar het Beloofde Land in tenten en de apostel Paulus was van beroep tentenmaker. Deze tenten bestonden waarschijnlijk uit zware dierenvellen en stammen die in de grond werden geslagen.
Tenten verschillen met de cultuur. Vormen zijn
- indianentent - waaronder de tipi en wigwam, gebruikt door de indianen in Noord-Amerika
- joert - gebruikt door Mongolen in Azië
- lavvu en goahti - gebruikt door Sami in Lapland, het noorden van Scandinavië

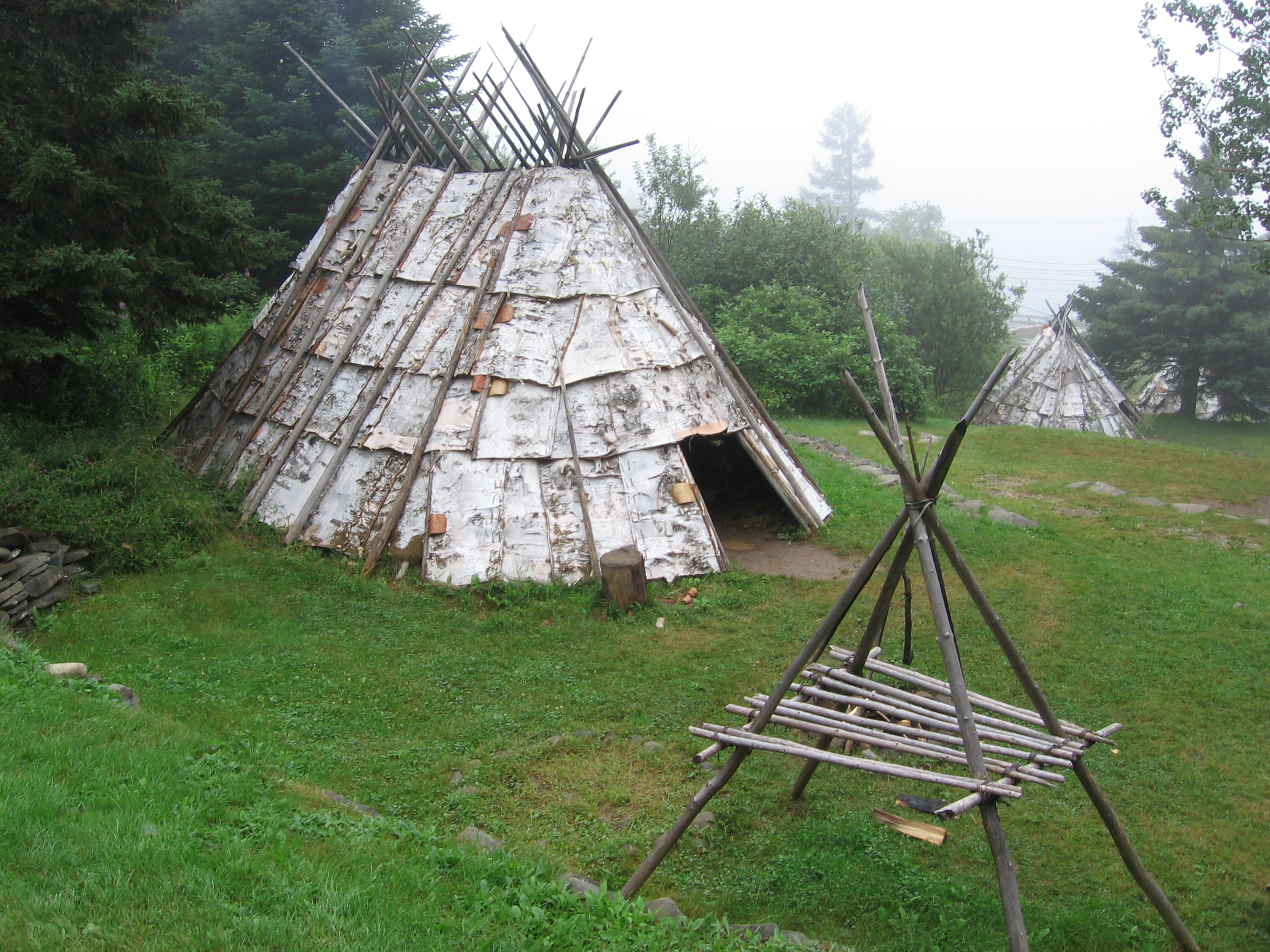
Wigwam in Noord-Amerika
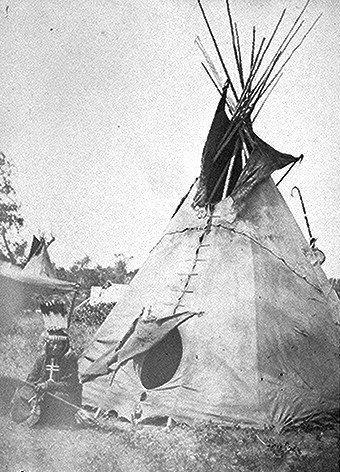
Medicijnman Little Big Mouth voor zijn tipi
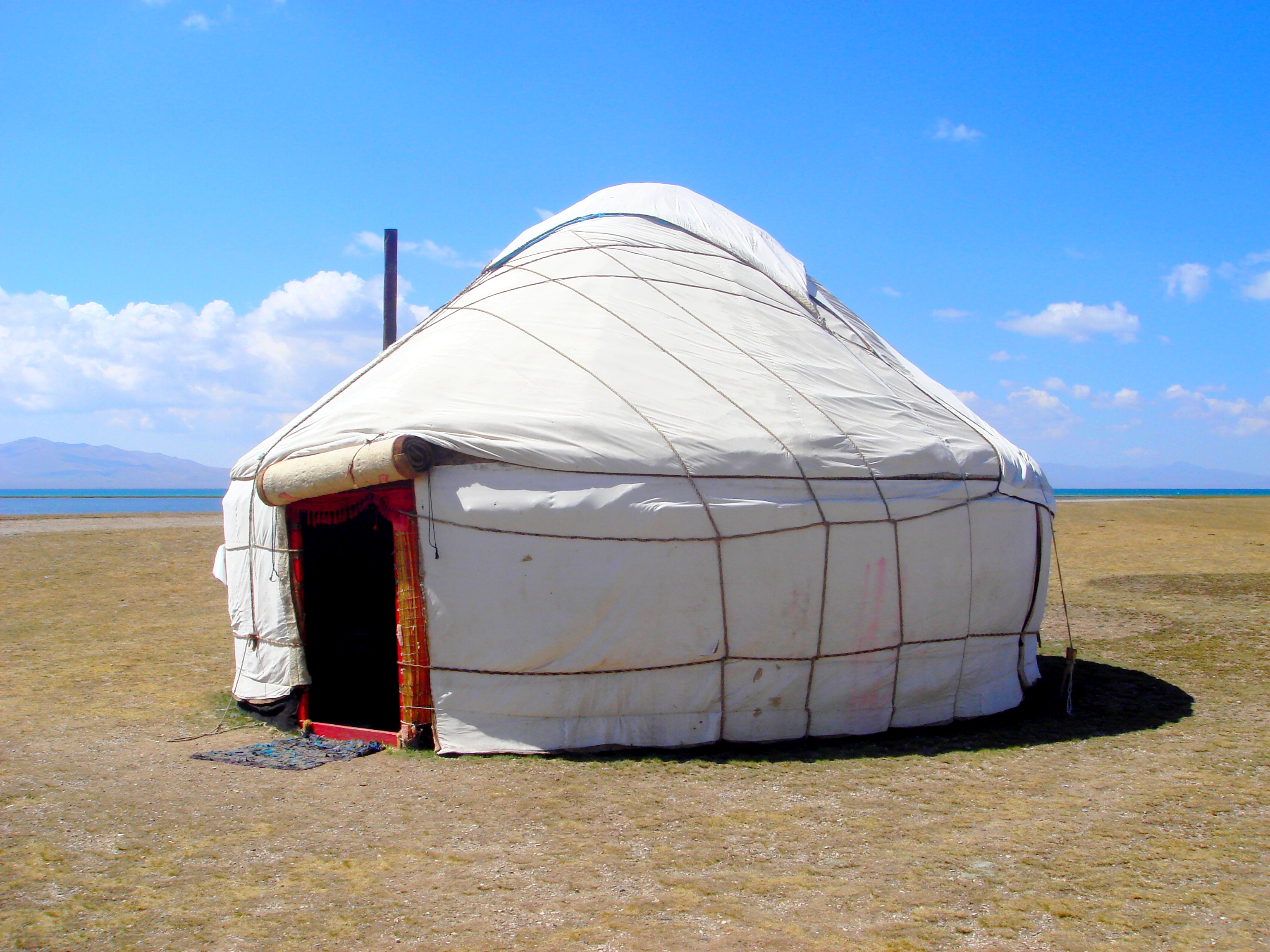
Joert in Kirgizië
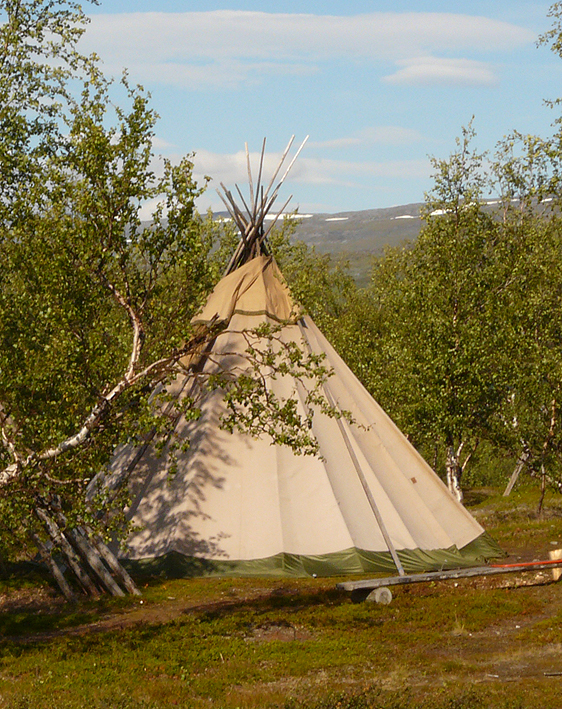
Lavvu in Zweden

## Kampeertenten
In de moderne samenleving is de tent belangrijk voor recreatie of toerisme. Het gebruik van de tent als tijdelijke woning tijdens de vakantie wordt kamperen genoemd, waaronder echter ook het verblijven in een caravan of camper valt. Een caravan wordt vaak uitgebreid met een enkeldaks voorzettent om de woonruimte te vergroten. Een tussenvorm tussen een tent en caravan is de vouwwagen.

### Materiaal
De tenten, die tegenwoordig om in te kamperen, zijn gemaakt van katoen of van kunststoffen zoals polyester, nylon, ripstop, polyvinylalcohol, acryl of polykatoen, een mix van polyester en katoen. De voordelen van katoen ten opzichte van de kunststoffen is dat het ademt, vaak minder brandbaar is en relatief weinig last heeft van de UV-stralen van de zon. De nadelen zijn dat het relatief zwaar is en bij een regenbui nat blijft. Katoen is daardoor geschikter voor een vakantie waarbij men met de auto op de plaats van bestemming komt en daar langdurig verblijft en zijn kunststoftenten populairder voor trekvakanties waarbij de trektocht wandelend, fietsend of per kano wordt gedaan.

### Constructie
Het doek van een tent wordt meestal met stokken op hoogte gebracht, met tentpennen of tentharingen aan de grond vastgemaakt en verder op spanning gebracht. Voor het afspannen van de tent wordt gebruikgemaakt van scheerlijnen. De extra scheerlijnen die worden aangebracht om de tent bestand te maken tegen harde wind worden stormlijnen genoemd. De onderkant van de binnentent noemt men het grondzeil. Dat is tegenwoordig ook van kunststof.
De stokken van de tent kunnen rechtop staan, zoals in noktenten. Ze worden in andere typen tenten tot een halve cirkel gebogen en staan onder spanning, bij tunnel- en koepeltenten. Er zijn verder bungalowtenten die op een rechthoekig frame van stokken staan. Het voordeel van de laatste twee is dat er binnen in de tent geen stok in de weg staat.
De eerste kampeertenten van voor 1940 bestonden uit een los grondzeil en een enkel dak. Een nadeel van deze tenten was dat er snel condens aan het tentdoek kwam, omdat het doek niet ademend was en er onvoldoende ventilatiemogelijkheden waren. Een moderne tent heeft een dubbel dak, een buitentent en een binnentent, waarbij het grondzeil een geheel vormt met de binnentent. De voortent van een caravan is meestal alleen een buitentent. Een bungalowtent heeft vaak verschillende binnententen. Er wordt in een van de binnententen geslapen. De buitentent en voorzettent vormen de bescherming tegen wind en regen. Om de binnentent te beschermen tegen vervuiling kan een tentluier worden gebruikt. Hiermee worden ook lekkages voorkomen. Het ingenaaide grondzeil van de binnentent is vooral bij goedkopere lichtgewicht tenten niet goed waterdicht.

### Tentvormen

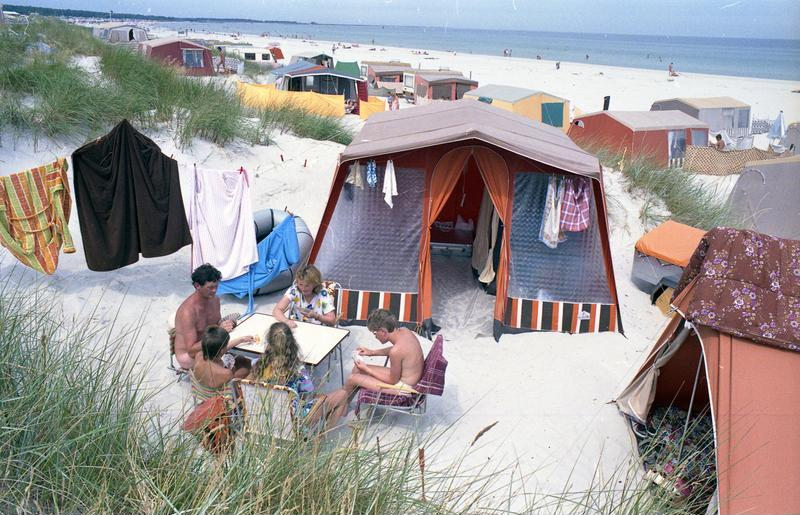
Kamperen in een bungalowtent

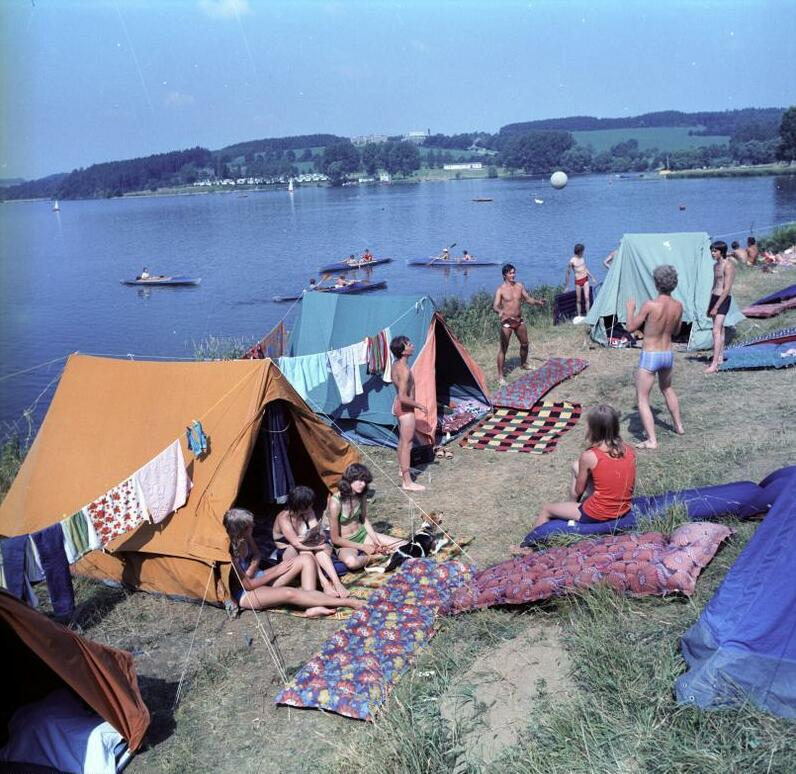
Noktent

Hoewel er een grote verscheidenheid aan tentvormen bestaat, zijn er drie hoofdvormen te onderscheiden: de bungalowtent, de noktent en de boogtent. Het onderscheid ligt in de vorm van het frame.

#### Bungalowtent
De bungalowtent heeft een min of meer rechthoekig buizenframe, waar de buitentent overheen wordt gespannen. Het frame is meestal van staal. In het frame worden een of meer binnententen opgehangen, waarin wordt geslapen. Binnen- en buitentent zijn vrijwel altijd van katoen. Een bungalowtent is verhoudingsgewijs zwaar en, ook in opgevouwen vorm, groot in omvang, dus uitsluitend geschikt voor automobilisten. Daartegenover staat de grotere binnenruimte, waarbij mensen meestal nog rechtop kunnen staan. Bungalowtenten bestaan in diverse groottes, geschikt voor twee tot zes personen.

#### Noktent
De noktent is te beschouwen als de oervorm van de tent. Hierbij wordt het buitendoek door een of meer verticale stokken omhoog gehouden, die vaak onderling zijn verbonden door een nokstok. De meeste noktenten hebben een binnentent, die aan de stokken is opgehangen. Vaak is de buitentent verlengd, waarbij de binnentent er is om in te slapen en de buitentent bijvoorbeeld om in te zitten. Noktenten zijn meestal voor twee of drie personen bedoeld en zijn meestal van katoen. De stokken waren van staal, maar zijn tegenwoordig meestal van aluminium. Noktenten bieden minder binnenruimte dan bungalowtenten, maar zijn aanmerkelijk lichter en zijn daarom beter geschikt bij meer verplaatsingen.

#### Piramidetent
De piramidetent is een variant van de noktent, met als kenmerk een of twee verticale stokken, de nok vormend, met daarnaast twee of vier stokken uitlopend naar de ingang van de tent. Ze hebben vaak van een grondzeil, het kuipzeil, dat met een rits aan de rest van de tent is bevestigd. Dit soort tenten wordt rondom met een aanzienlijk aantal haringen vastgezet en is daardoor bijzonder wind- en regenbestendig. Ze zijn er voor twee tot zes personen. De tenten zijn populair door het comfort, een nadeel is dat het opzetten en afbreken de nodige tijd kost.

#### Boogtent
De boogtent heeft gebogen stokken, in de vorm van een halve cirkel, soms een iets andere vorm. De buitentent is hier omheen gespannen. De stokken worden soms ook door sleuven in de stof gestoken.Er zijn twee hoofdvormen: de tunneltent, met twee tot vier achter elkaar geplaatste bogen en de koepeltent met twee of meer elkaar kruisende bogen. Een variant op de koepeltent is de geodetische koepeltent, waarbij de bogen elkaar tweemaal kruisen. De stokken zijn vervaardigd van glasfiber of aluminium. Voor lage temperaturen moeten aluminiumstokken worden gebruikt. Het doek is vrijwel altijd van nylon, van ripstop of een andere kunststof.
Boogtenten hebben een verhoudingsgewijs grote binnenruimte, doordat de wanden aan de onderzijde vrijwel verticaal staan. Grotere tunneltenten zijn de laatste jaren populair geworden als vervanger van kleinere bungalowtenten en grote noktenten, in die mate dat noktenten bijna niet meer worden gebruikt.
Boogtenten zijn in omloop voor meestal een tot vier personen, er kunnen in grote vierboogs tunneltenten tot acht personen slapen. De kleinste tunneltent is de bivakzak, met een boog. Boogtenten variëren in gewicht van ruim een kilogram voor de aller lichtste eenpersoons tent tot circa 15 kilogram voor grote vierstoks-boogtenten. Tweepersoons-tunnel- of koepeltent wegen meestal tussen de drie en vier kilogram. Er bestaan ook boogtenten waarvan je het grondzeil eerst op de grond moet leggen en vastmaken. Vervolgens zet je gebogen fiber- of aluminiumstokken neer en trekt daar het tentdoek overheen.

#### Opblaasbare tent

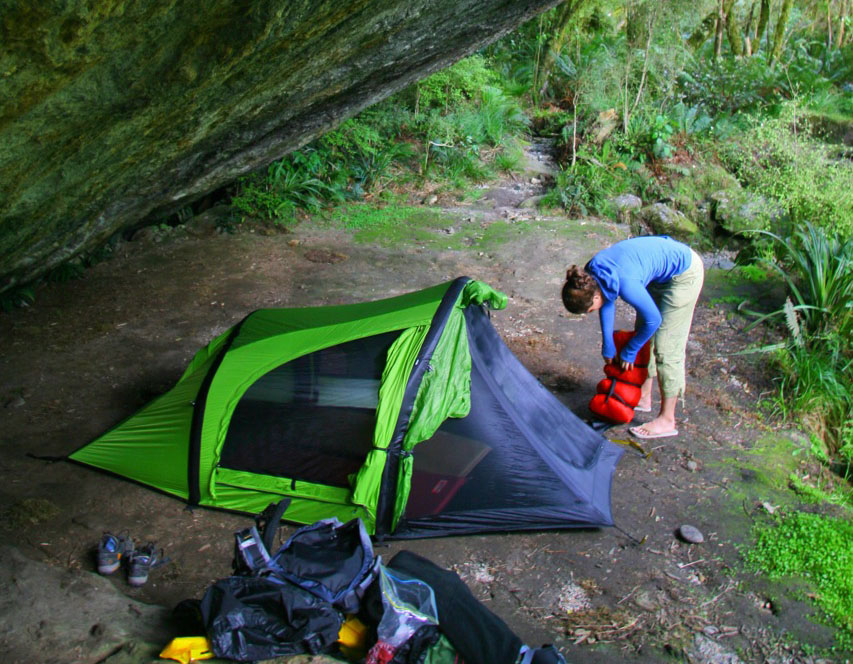
Opblaasbare tent

Een opblaasbare tent is in feite een koepeltent, waarbij de bogen bestaan uit stevige rubber buizen, die met een pomp worden opgeblazen. De tent komt hierdoor vanzelf omhoog, wat bij het opzetten eenvoudig is. Opblaastenten zijn geschikt voor trektochten.

#### Opgooitent
Een recente uitvinding is de opgooitent of pop-uptent. Dit is een tunneltent die als geheel is opgevouwen. Opgooitenten bestaan in enkel- en dubbeldaksuitvoering. Haalt men de tent uit de verpakking, dan strekken de stokken zich, waardoor de tent in een seconde overeind staat. De tent hoeft na het opzetten alleen nog maar te worden ingericht. Na het opzetten kan de tent gemakkelijk een paar meter worden verplaatst, als blijkt dat de tent op een ongunstige plaats staat. Vastzetten met pinnen is eigenlijk alleen nodig als het waait. Het opbergen van een opgooitent kost aanvankelijk enige moeite, maar als men het een maal door heeft, is ook dit karwei in enkele ogenblikken gebeurd. Een nadeel van de opgooitent is de opgevouwen vorm, dan een schijf  met een diameter van circa 75 cm of meer, afhankelijk van het formaat van de tent. Dit is voor fiets- of loopkampeerders onhandig op te bergen. Aan de andere kant wordt de opgooitent door fietsers en wandelaars bij een onverwachte regenbui wel gewaardeerd.

#### Scandinavische tenten
Bepaalde kegelvormige tenten zijn vooral in Scandinavië populair. Deze Moskoselkåtan lijken op een lavvu of een tipi, maar gebruiken een andere constructie en andere materialen.
Van de koahtu en de lavvu afgeleid zijn bepaalde typen kleine, zwarte, piramidevormige  trekkerstenten, die in de traditionele Duitse jeugdbeweging vanaf plm. 1930 populair werden. Een vooraanstaand leider van de zogenaamde Bündische Jungenschaft van 1 november 1929, Eberhard Koebel, bedacht dit concept na bestudering van de bij de Samen in gebruik zijnde lavvu. De Duitse versie van het woord koahtu luidt kote. De standaardbenaming binnen de jeugdbewegingen werd Kohte. Een Kohte wordt nog steeds door Duitse jeugdgroepen van sterk uiteenlopende politieke kleur gebruikt als kampeeronderkomen. Het is een vierkante tent, bestaande uit 4 eendere lappen zwart katoen. Deze lappen hebben de vorm van afgeknotte piramides. De tent heeft bovenin een open, maar met een deksel of poncho afsluitbaar rookgat. Traditioneel worden als tentstokken in het bos verzamelde boomtakken gebruikt. De jeugdbewegingen gebruiken voor groepsactiviteiten grotere, van de joert afgeleide tenten, die van hetzelfde materiaal zijn gemaakt.

### Levensduur
Door de inwerking van weersomstandigheden en van ultraviolet licht is de levensduur van een tent betrekkelijk beperkt, maar door goed onderhoud kan een tent lang meegaan. Het verdient aanbeveling een tent indien mogelijk droog op te vouwen en in ieder geval aan het eind van het kampeerseizoen goed te laten opdrogen en schoon te borstelen.

### Keuze van een tent
Iedere tent is een compromis tussen binnenruimte, gewicht, afmetingen in opgevouwen toestand, gewenst comfort, prijs, een veelheid aan persoonlijke voorkeuren en het is belangrijk onder wat voor omstandigheden de tent moet worden gebruikt. Een tent moet bijvoorbeeld goed tegen een regenbui kunnen. Aan een tent voor een strandvakantie, die voornamelijk is bedoeld om de roes in uit te slapen, worden andere eisen gesteld dan aan een expeditietent, bestemd voor onderdak tijdens een trektocht in het hooggebergte. Vooral bij trekkerstenten blijkt dat een kleine gewichtsbesparing gepaard gaat met een forse extra prijs. 

## Ander gebruik

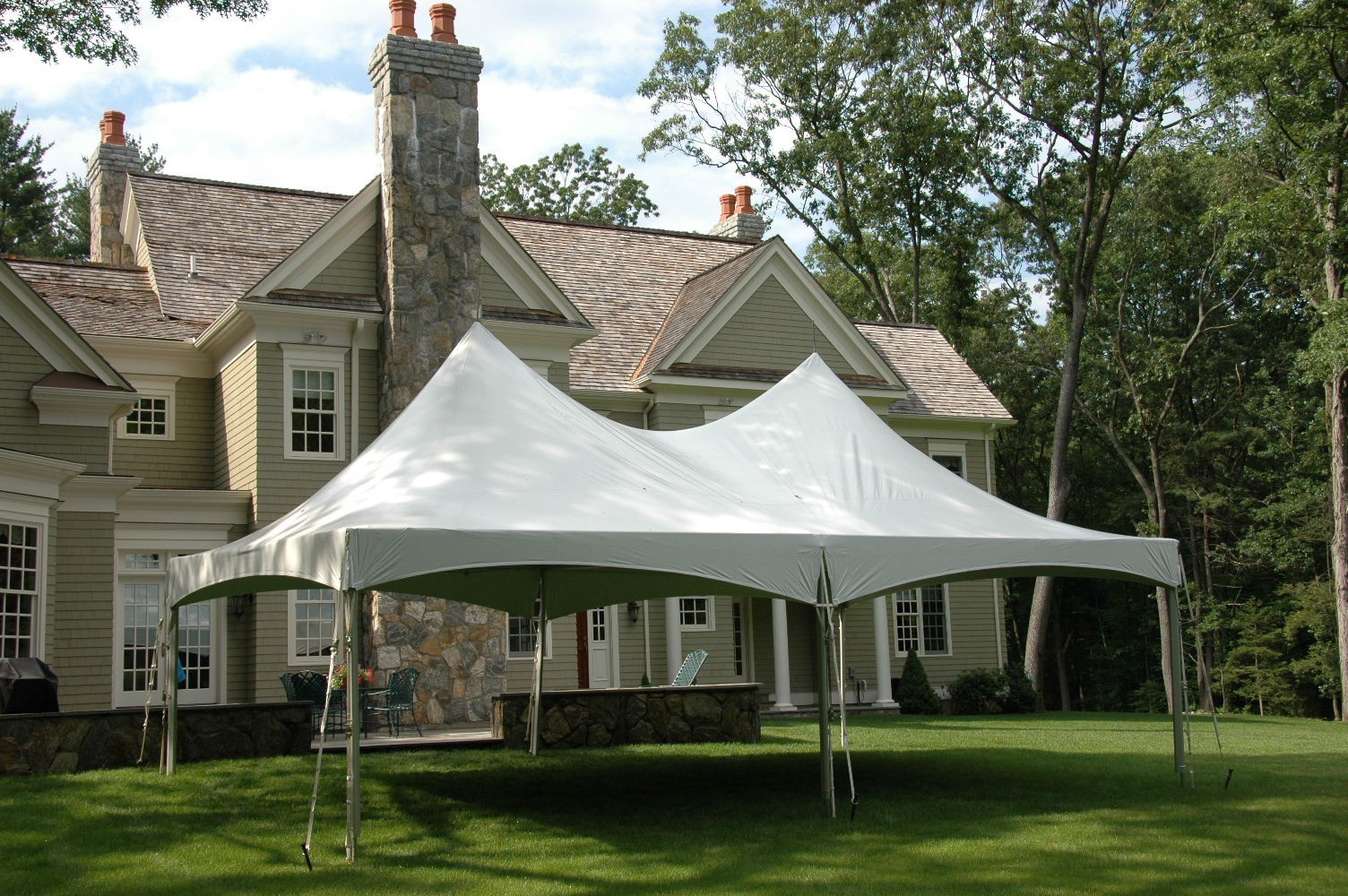
Partytent

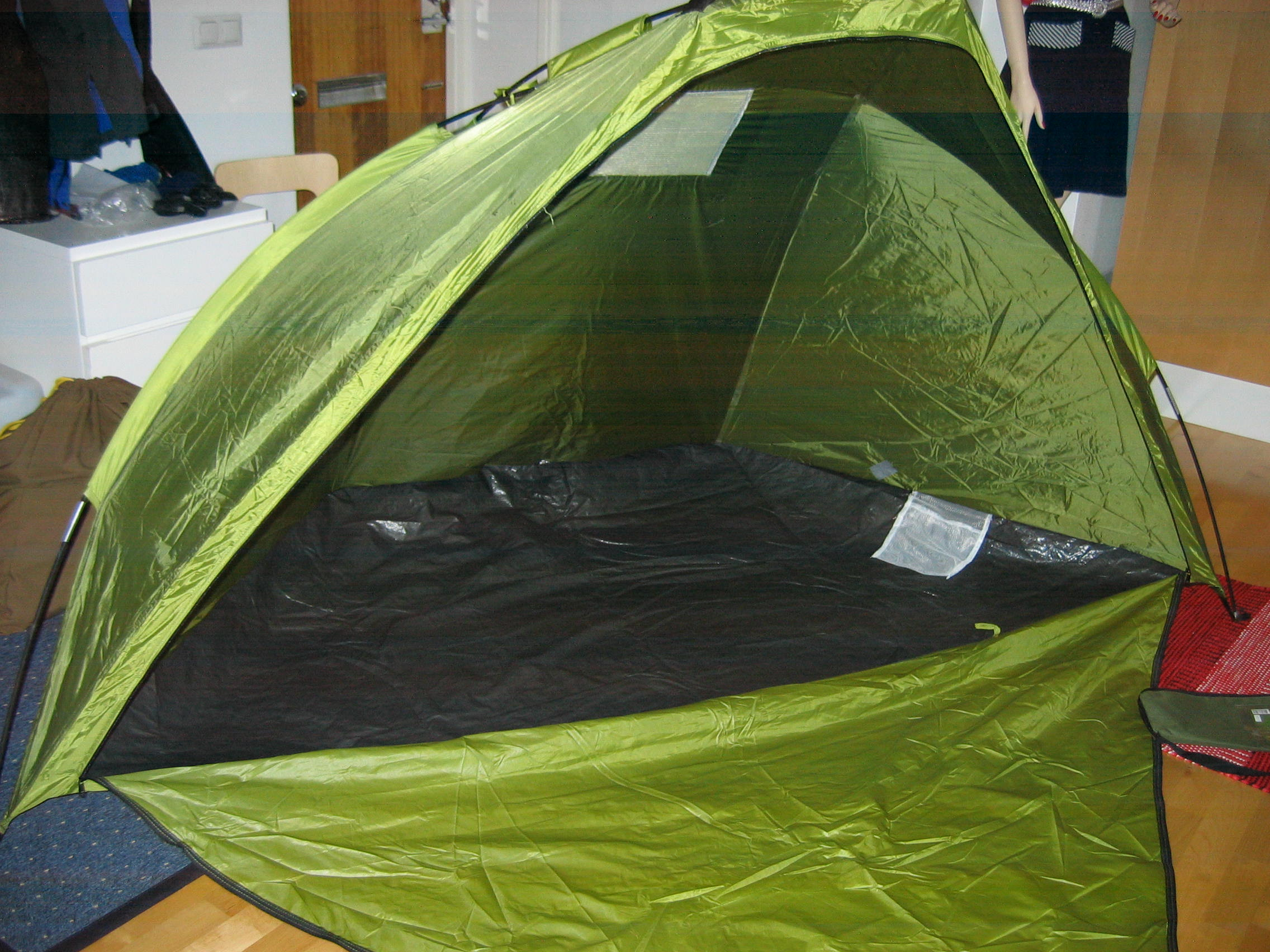
Tent voor vissers

Behalve het kamperen worden tenten ook op andere manieren toegepast, bijvoorbeeld voor evenementen in de vorm van partytent, circustent of festivaltent. Voor vissers, liefhebbers van de hengelsport en vogelaars is de tent een handige verblijfplaats. Belangrijk is de toepassing van tenten voor militaire doeleinden. Een tent vraagt in vergelijking met andere soorten onderkomen weinig ruimte bij transport en is op veel plaatsen vrij simpel op te bouwen.

### Zuurstoftent
Speciale typen tenten zijn de zuurstoftenten, min of meer gasdichte tenten waarin het zuurstofgehalte van de lucht kan worden geregeld. Er zijn twee soorten die sterk verschillen in doel en constructie:
- In een medische zuurstoftent wordt het zuurstofgehalte verhoogd, bijvoorbeeld om zuurstofgebrek te behandelen. De patiënt ligt gewoonlijk hooguit enkele uren in zo'n tent, die soms niet meer is dan een kap die tot over de schouders wordt getrokken.
- In  zuurstoftenten voor sporters wordt  het zuurstofgehalte verlaagd. Sporters gebruiken de zuurstoftent als een soort alternatieve hoogtestage soms maandenlang, vooral ter voorbereiding op prestaties in de ijle lucht op grote hoogte,.

## Zegswijzen
- Een tentdak is een dakvorm voor gebouwen.
- Vooral horecagelegenheden, maar ook bedrijven of plaatsen van samenkomst in het algemeen worden wel als 'tent' aangeduid - bijvoorbeeld Een leuke tent op het Leidseplein. Voor een bedrijf of huishouden: "De tent runnen" en "Rust in de tent houden".
- In het Spaans kan het woord tienda zowel tent als winkel betekenen.
- De tent bijna afbreken - als mensen in een gebouw heel uitbundig en enthousiast zijn
- Iemand uit zijn tent lokken – iemand iets laten doen wat hij niet uit zichzelf zou doen
- Een kledingstuk dat erg groot is wordt wel een tent genoemd, vooral een onderbroek of jurk.
- Een penis in erectie van iemand die een broek aan heeft wordt ook weleens een tent genoemd.